# Krestovski Leso-oetsjastok
(Lesnitsjestvo) Krestovski Leso-oetsjastok (Russisch: (Лесничество) Крестовский Лесоучасток; "bosdeel van Krestov"), ook Krestovy oetsjastok (Крестовый участок) en andere spelwijzen, is een nederzetting (selo) in de nasleg Peledoej in de oeloes Lenski in het westen van de Russische autonome republiek Jakoetië. Het bevindt zich op de rechteroever van de Lena, op 167 ten zuidwesten van het oeloescentrum, de stad Lensk en op 32 kilometer ten noordoosten van Peledoej. De plaats is gericht op de bosbouw. In het dorpje bevinden zich verder een medische instelling en een paar winkeltjes.
De plaats werd gesticht in 1943 en telde ongeveer 500 inwoners bij de volkstelling van 1989, hetgeen in 2001 was teruggelopen tot 232.